# 着せかえフェティッシュ!
『着せかえフェティッシュ!』（きせかえフェティッシュ!）は2005年9月9日にEXA feat.戯画より発売された18禁パソコン用美少女ゲームソフト（アダルトゲーム）である。
パートナーブランドの1つであるEXAの第1作となる。パートナーブランドながら『パルフェ 〜ショコラ second brew〜』のシステムに選択肢ジャンプ/リターンが追加されたものが搭載されているため、最新のものほどではないが快適な環境でプレイできる。
当初は公式サイトで体験版・主題歌（ショートver.）・OPムービー・壁紙などが配布されていたが、現在は配布を終了（ただし、ミラーページからは一部ダウンロードが可能）。また、掲載していたWEBコミックも現在は削除されているほか、公式サイトでの紹介は大幅に縮小されている。
初回特典としてオリジナルサウンドトラック、予約特典としてデジタル原画集が付属された。2007年1月12日には特典が付かない替わりに値段が下げられた通常版が発売された。

## あらすじ
物語の舞台となる私立陽琳学園。そこは幾多の専門学校を（無節操に）吸収した巨大学園であり、クラスは同じでもその生徒の学科はバラバラであり、制服以外にも様々な「学科服」が入り混じる授業が日常となっている。
両親が旅行に出かけたために家で1人暮らしを始めた主人公岡本悠樹。梅雨の6月20日月曜日、悪友湯島刻人から教わったある「おまじない」を試みたところから物語は始まる。

## 登場人物

### メインキャラクター
岡本 悠樹（おかもと ゆうき）
本作品の主人公。陽琳学園2年生。学園では少数派の普通科で、のんべんだらりとした日常を送っている。顔立ちはなかなかに美形（ただし目鼻は描かれない）。
松浦 蜜柑（まつうら みかん）
声：戸沼ゆず
身長/155cm B82/W53/H81　誕生日9月28日
主人公の1つ下で、隣の家の幼馴染。学科は家政Aでメイド服着用。基本的には大人しく礼儀正しい性格だが、主人公にはかなり暴力的に振る舞う。
峰石 秋（みねいし あき）
声：こむら奈々
身長/163cm B83/W60/H86　誕生日9月16日
主人公のクラスメイトだが、交流はあまりない。学科は神道科で巫女服着用、家も神社で跡取娘である。生真面目で堅物な凛々しい性格だが、成績は芳しくない。エリナ、もみじと仲がいい。
美作 エリナ（みまさか エリナ）
声：蓮香
身長/165cm B86/W53/H81　誕生日1月26日
主人公のクラスメイトで、後ろの席で授業時に全面的にサポートしている。学科は神学科、シスター服着用。明るくおおらかな性格で、常にボケを量産している。秋、もみじとは仲良しグループである。
吉祥 すずな（きっしょう すずな）
声：神村ひな
身長/142cm B78/W52/H76　誕生日7月10日
とてもそうは見えないちびっ子3年生。学科は看護科でナース服着用。感情表現が苦手で、あまり喋らない。性格の全く異なる双子の妹がいる。
桜 七深（さくら ななみ）
声：みる
身長/153cm B80/W55/H79　誕生日6月1日
蜜柑のクラスメイトの1年生。学科は家政Bでウェイトレス服着用。人当たりの良い明るい性格で努力家でもあるが、運動神経が千切れている上におっちょこちょいなので、目を覆いたくなるドジを連発する。
稲葉 範子（いなば のりこ）
声：夏海萌
身長/170cm B91/W60/H89　誕生日11月7日
主人公たちのクラス担任の国語教師。美人な新米教師で、熱血教師モノにありがちな生徒と教師のふれあいに憧れている。当然男子生徒からの人気は絶大。

### サブキャラクター
与座 撫子（よざ なでしこ）
声：羽音摩美
身長/142cm B87/W56/H86　誕生日2月21日
名前とは裏腹な不良音楽教師。美人で好スタイルながら、その言動によってあまり色気を感じさせない。範子とは学生時代からの友人。
吉祥 芹（きっしょう せり）
声：山本華
身長/143cm B82/W58/H88　誕生日7月10日
すずなの双子の妹で、溌剌として竹を割ったような性格。反面落ち着きがなく思い込みが激しい。お喋りで「〜ですの」が口癖。学科は家政Bでウェイトレス服着用。
新宮 もみじ（あらみや もみじ）
声：本田みか
身長/154cm B85/W56/H86　誕生日10月15日
主人公達のクラスメイトで、副委員長。普通科。成績優秀な優等生だが、責任感の強さから貧乏くじを引きがち。秋、エリナと仲良し。
松浦 紫暮（まつうら しぐれ）
声：さやかゆい
身長/162cm B82/W53/H81　誕生日4月2日
蜜柑の姉で、主人公の憧れの美人お姉さん。明るく悪戯好きで、蜜柑を溺愛しつつもいじって遊んでいる。別の学園の3年生。何事にも優秀なため、蜜柑は大好きながらもコンプレックスを感じている。
湯島 刻人（ゆしま ときひと）
主人公の悪友。かつてはケンカに明け暮れる不良だったが、ゲームにハマってネトゲ廃人となったことで大人しく更生？した。ダメダメな話題を日々提供する。
小島 透（こじま とおる）
夏休みの前日なんて時期に新たに来た転校生。違うクラスながら主人公のクラスに入り浸り、ボケを連発する。

## スタッフ
- シナリオ：leye
- 原画：古野将士
- 主題歌：ave;new 「memorize」
  - 作詞・作曲・編曲：a.k.a.dRESS
  - 歌手：佐倉紗織
- ムービー：神月社（Radiant Impression Prelude）
- 制作元：EXA feat.戯画